# کارل تریخارت
کارل تریخارت (انگلیسی: Carel Trichardt؛ زادهٔ ۴ مارس ۱۹۳۹) یک هنرپیشه اهل آفریقای جنوبی است.
از فیلم‌ها یا برنامه‌های تلویزیونی که وی در آن نقش داشته‌است می‌توان به پاگنده در آفریقا و دوستان اشاره کرد.